# Московко Сергій Петрович
Московко Сергій Петрович — провідний український лікар-невролог вищої категорії, науковець, педагог.  Доктор медичних наук (2006), професор (2011), завідувач кафедри нервових хвороб Вінницького національного медичного університету ім. М. І. Пирогова. 

## Життєпис
Народився 12 червня 1954 року у місті Вінниці. У 1977 році з відзнакою закінчив Вінницький медичний інститут ім. М. І. Пирогова. Працював ординатором неврологічного відділення Вінницької обласної психоневрологічної лікарні (1978-1979). З 1979 р. по 1995 р. працював асистентом кафедри нервових хвороб, а з 1995 р. по 2004 р. на посаді доцента кафедри. З 2005 року працює завідувачем кафедри нервових хвороб.

## Наукова робота
У 1988 році захистив кандидатську дисертацію за спеціальністю нервові хвороби – «Клінічні особливості та фактори формування синдрому паркінсонізму у хворих церебральною судинною патологією». У 2006 році захистив докторську дисертацію на тему «Клініко-епідеміологічна характеристика хвороби Паркінсона і синдрому паркінсонізму в Подільському регіоні України». 
Проводить наукові дослідження хвороби Паркінсона та споріднених нейродегенеративних захворювань, судинних захворювань нервової системи, мігрені, головного болю, психосоматичних захворювань, множинного склерозу, деменції, клінічної епідеміологіії захворювань нервової системи. 

## Громадська діяльність
Експерт МОЗ, НСЗУ, ДЄЦ. Науковий консультант у лікувальних закладах: Комунальне некомерційне підприємство «Вінницька обласна клінічна психоневрологічна лікарня ім. акад. О.І. Ющенка Вінницької обласної Ради», Комунальний заклад «Міська клінічна лікарня №1 м. Вінниці», Лікарня швидкої медичної допомоги. Куратор інсультного напрямку обласного центру екстреної медичної допомоги.